# Swammerdamella albimana
Swammerdamella albimana är en tvåvingeart som beskrevs av Edwards 1924. Swammerdamella albimana ingår i släktet Swammerdamella och familjen dyngmyggor. Inga underarter finns listade i Catalogue of Life.